# Eleanor Rathbone
Eleanor Florence Rathbone (Londres, 12 de mayo de 1872-Londres, 2 de enero de 1946) fue una sufragista y política británica, miembro independiente del parlamento británico y activista en defensa de la retribución familiar y los derechos de las mujeres. Perteneció a la notable familia Rathbone de Liverpool.

## Biografía
Rathbone era hija del reformador social William Rathbone VI y su segunda esposa, Emily Acheson Lyle. Su familia la alentó a concentrarse en los problemas sociales. Rathbone fue al Kensington High School (ahora Kensington Prep School) en Londres y después al Somerville College en Oxford a pesar de las protestas de su madre y recibió instrucción de Lucy Mary Silcox, especialista en los clásicos.
Le fue negado el título en Oxford por su sexo y fue una de las '«damas del vapor» que viajó a Irlanda entre 1904 y 1907 para recibir un título universitario ad eundem de la Universidad de Dublín (en el Trinity College de Dublín). Después de Oxford, Rathbone trabajó junto a su padre para investigar las condiciones sociales e industriales en Liverpool, hasta la muerte de este en 1902. También se opusieron a la segunda guerra bóer. En 1903, Rathbone publicó el Informe de resultados de una investigación especial sobre las condiciones laborales en los muelles de Liverpool. En 1905 ayudó a crear la Facultad de Ciencias Sociales de la Universidad de Liverpool, donde dio una conferencia sobre administración pública. Su conexión con la universidad es reconocida en un edificio, el paraninfo y la Cátedra de Sociología, que llevan su nombre.

### Política local y activismo
En 1897, Rathbone se convirtió en secretaria honoraria del Comité Ejecutivo de la Sociedad del Sufragio Femenino de Liverpool centrándose en la campaña para que las mujeres obtuvieran el derecho al voto.
Rathbone fue elegida como miembro independiente del Ayuntamiento de Liverpool en 1909 para el escaño de Granby Ward, cargo que mantuvo hasta 1935. [cita requerida] Escribió una serie de artículos para una revista sufragista La causa común. En 1913 fue cofundadora con Nessie Stewart-Brown la Asociación de Ciudadanas de Liverpool para promover la participación de las mujeres en los asuntos políticos.
Al estallar la Primera Guerra Mundial organizó la Asociación Municipal de Familias de Soldados y Marineros (hoy conocida como SSAFA, organización benéfica de las Fuerzas Armadas) para apoyar a las esposas y familiares de los soldados y formó el "Club 1918" en Liverpool (que todavía se reúne en el Hotel Adelphi ), considerado el foro de mujeres más antiguo que permanece activo.

A partir de 1918, Rathbone defendía un sistema de retribuciones familiares pagadas directamente a las madres. También se opuso a la represión violenta de la rebelión en Irlanda (ver movimiento irlandés de autonomía). Su intervención fue clave en la negociación de los términos de inclusión de las mujeres en la Ley de Representación del Pueblo de 1918. 

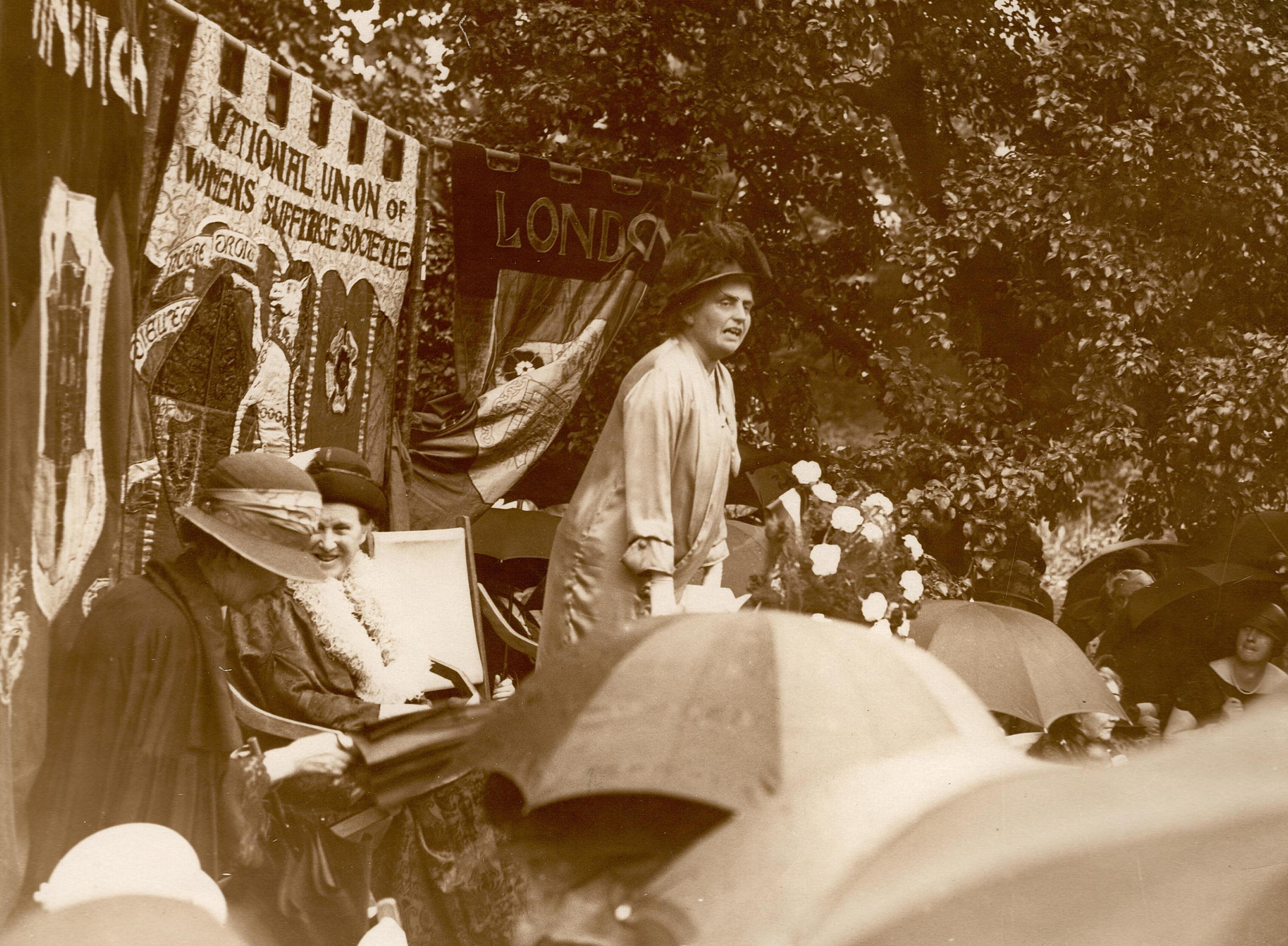
Campaña

En 1919, cuando Millicent Fawcett se retiró, Rathbone asumió la presidencia de la Unión Nacional de Sociedades para la Igualdad Ciudadana (la renombrada Unión Nacional de Sociedades para el Sufragio Femenino), y como tal fue responsable de la creación de la Sociedad de Servicios Personales de Liverpool. Eleanor se convirtió en la primera presidenta de la PSS. También hizo campaña por los derechos de las mujeres en la India.
Participó en las elecciones generales de 1922 como candidata independiente en Liverpool East Toxteth contra el diputado unionista en funciones y fue derrotada.
En 1924, en La familia desheredada, argumentó que la dependencia económica de las mujeres se basaba en la práctica de mantener a las familias de tamaños variables con salarios que se pagaban a los hombres, independientemente de si los hombres tenían familias o no. Más tarde, expuso las regulaciones de los seguros que reducían el acceso de las mujeres casadas a los subsidios de desempleo y seguros de salud.

### Política en Westminster
En 1929, Rathbone ingresó en el parlamento como diputada independiente por las universidades inglesas combinadas. Uno de sus primeros discursos fue sobre lo que ahora se conoce como mutilación genital femenina en Kenia, entonces colonia británica. Durante la "Gran Depresión", hizo campaña para conseguir leche barata y mejores beneficios para los hijos de los desempleados. En 1931 ayudó a organizar la derrota de una propuesta para abolir los escaños universitarios en el parlamento y ganó la reelección en 1935.

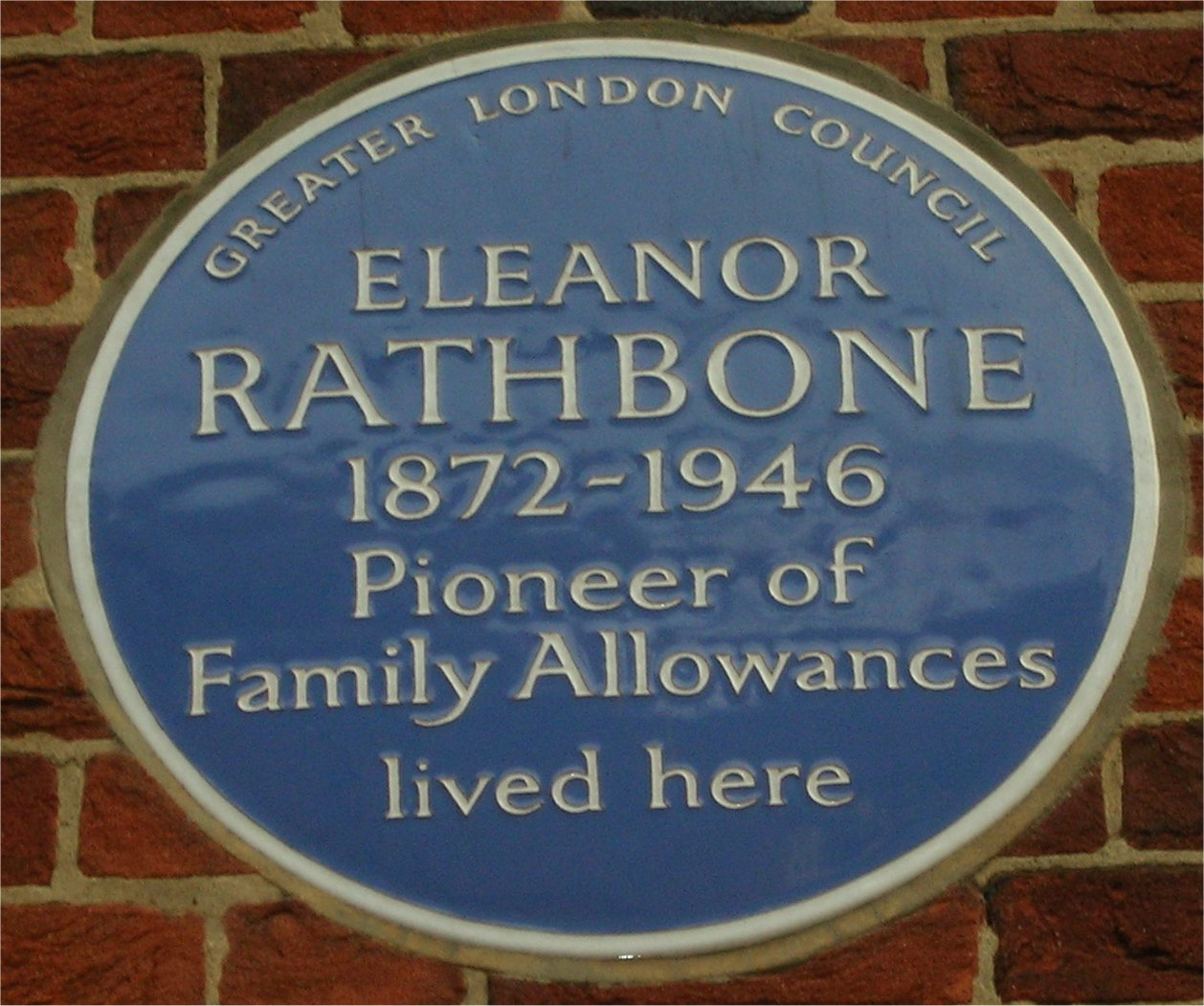
Placa azul en su casa de Tufton Street, Westminster

Rathbone, consciente de la naturaleza de la Alemania nazi, en la década de 1930 se unió al Consejo británico antinazi no sectario para apoyar los derechos humanos. En 1936 comenzó a advertir de la amenaza nazi en Checoslovaquia. También favoreció el rearme y abogó por su necesidad en el Manchester Guardian.
Criticaba abiertamente la política de apaciguamiento en el Parlamento. Denunció la complacencia británica ante la remilitarización de Renania por Hitler, la conquista italiana de Abisinia y con la guerra civil española. En una ocasión trató de contratar un barco para evitar el bloqueo de España y evacuar a los republicanos en riesgo de represalias. Su determinación fue tal que ministros y funcionarios del Ministerio de Asuntos Exteriores supuestamente se escondían detrás de los pilares cuando la veían venir. Apoyó las propuestas de Winston Churchill y Clement Attlee, pero se ganó la enemistad de Neville Chamberlain.
En 1936, Rathbone fue una de las personas que apoyó al Comité Provisional Británico para la Defensa de León Trotski, y firmó una carta al Manchester Guardian defendiendo el derecho de Trotski al asilo y pidiendo una investigación internacional sobre los juicios de Moscú.
El 30 de septiembre de 1938, denunció los recién publicados Acuerdos de Múnich. Presionó al parlamento para que ayudara a los checoslovacos y concediera la entrada a alemanes, austriacos y judíos disidentes. A finales de 1938, creó la Comisión Parlamentaria de Refugiados para tratar casos individuales de España, Checoslovaquia y Alemania. Durante la Segunda Guerra Mundial reprendió regularmente a Osbert Peake, subsecretario del Ministerio del Interior, y en 1942 presionó al gobierno para que publicara las pruebas del Holocausto.

## Vida personal
Al final de la Primera Guerra Mundial, Rathbone y la activista de trabajo social Elizabeth Macadam compraron juntas una casa en Londres. Las dos amigas compartieron la casa hasta su repentina muerte en enero de 1946.
Rathbone era prima hermana del actor Basil Rathbone. Su sobrino John Rankin Rathbone fue diputado conservador por Bodmin desde 1935 hasta su muerte en la batalla de Gran Bretaña, 1940, cuando su esposa Beatriz lo sucedió como diputado. Su sobrino nieto Tim Rathbone fue diputado conservador por Lewes de 1974 a 1997.
Su sobrina nieta, Jenny Rathbone, fue concejala laborista en Islington y luego fue candidata parlamentaria al Partido Laborista en el distrito electoral de Cardiff Central en el sur de Gales en las elecciones generales de 2010. Fue elegida para la Asamblea Nacional de Gales como representante de Cardiff Central en las elecciones de la Asamblea Nacional de 2011.

## Legado

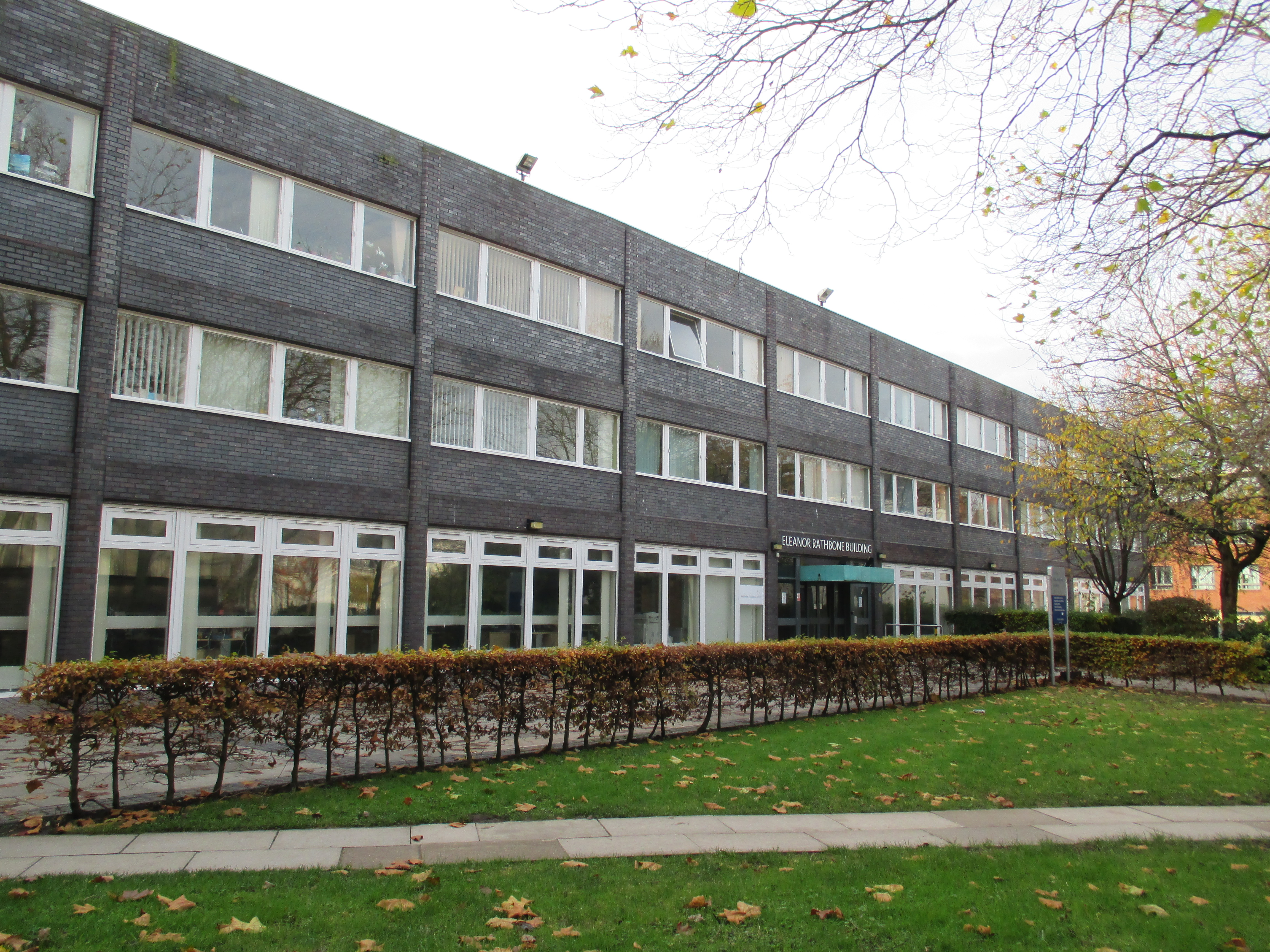
Edificio Eleanor Rathbone, Universidad de Liverpool

En 1945, un año antes de su muerte, Eleanor Rathbone vio aprobada la Ley de Asignaciones Familiares.
En 1986, el Consejo del Gran Londres fijó una placa azul para ella en Tufton Court, Tufton Street, Westminster, Londres SW1P 3QH, Ciudad de Westminster, donde había vivido.
Su nombre e imagen (y los de otras 58 personas que apoyaban el sufragio femenino) están en el pedestal de la estatua de Millicent Fawcett en Parliament Square, Londres, que fue descubierta en 2018.

La Universidad de Liverpool homenajeó a Rathbone con el Edificio Eleanor Rathbone, que alberga la Facultad de Derecho y Justicia Social y el Departamento de Psicología, así como con el Teatro Eleanor Rathbone utilizado para producciones teatrales y actuaciones musicales. Edge Hill University tiene una residencia llamada Eleanor Rathbone en honor a su trabajo como reformadora social.
|  |                              |  |  |  |  |  |  |  |  |  |  |  |  |  |  |  |
|  | 16. William Rathbone III     |  |  |  |  |  |  |  |  |  |  |  |  |  |  |  |
|  |                              |  |  |  |  |  |  |  |  |  |  |  |  |  |  |  |
|  |                              |  |  |  |  |  |  |  |  |  |  |  |  |  |  |  |
|  | 8. William Rathbone IV       |  |  |  |  |  |  |  |  |  |  |  |  |  |  |  |
|  |                              |  |  |  |  |  |  |  |  |  |  |  |  |  |  |  |
|  |                              |  |  |  |  |  |  |  |  |  |  |  |  |  |  |  |
|  | 17. Rachel Rutter            |  |  |  |  |  |  |  |  |  |  |  |  |  |  |  |
|  |                              |  |  |  |  |  |  |  |  |  |  |  |  |  |  |  |
|  |                              |  |  |  |  |  |  |  |  |  |  |  |  |  |  |  |
|  | 4. William Rathbone V        |  |  |  |  |  |  |  |  |  |  |  |  |  |  |  |
|  |                              |  |  |  |  |  |  |  |  |  |  |  |  |  |  |  |
|  |                              |  |  |  |  |  |  |  |  |  |  |  |  |  |  |  |
|  | 18. Richard Reynolds         |  |  |  |  |  |  |  |  |  |  |  |  |  |  |  |
|  |                              |  |  |  |  |  |  |  |  |  |  |  |  |  |  |  |
|  |                              |  |  |  |  |  |  |  |  |  |  |  |  |  |  |  |
|  | 9. Hannah Mary Reynolds      |  |  |  |  |  |  |  |  |  |  |  |  |  |  |  |
|  |                              |  |  |  |  |  |  |  |  |  |  |  |  |  |  |  |
|  |                              |  |  |  |  |  |  |  |  |  |  |  |  |  |  |  |
|  | 19. Hannah Darby             |  |  |  |  |  |  |  |  |  |  |  |  |  |  |  |
|  |                              |  |  |  |  |  |  |  |  |  |  |  |  |  |  |  |
|  |                              |  |  |  |  |  |  |  |  |  |  |  |  |  |  |  |
|  | 2. William Rathbone VI       |  |  |  |  |  |  |  |  |  |  |  |  |  |  |  |
|  |                              |  |  |  |  |  |  |  |  |  |  |  |  |  |  |  |
|  |                              |  |  |  |  |  |  |  |  |  |  |  |  |  |  |  |
|  | 20. Thomas Greg              |  |  |  |  |  |  |  |  |  |  |  |  |  |  |  |
|  |                              |  |  |  |  |  |  |  |  |  |  |  |  |  |  |  |
|  |                              |  |  |  |  |  |  |  |  |  |  |  |  |  |  |  |
|  | 10. Samuel Greg              |  |  |  |  |  |  |  |  |  |  |  |  |  |  |  |
|  |                              |  |  |  |  |  |  |  |  |  |  |  |  |  |  |  |
|  |                              |  |  |  |  |  |  |  |  |  |  |  |  |  |  |  |
|  | 21. Elizabeth Hyde           |  |  |  |  |  |  |  |  |  |  |  |  |  |  |  |
|  |                              |  |  |  |  |  |  |  |  |  |  |  |  |  |  |  |
|  |                              |  |  |  |  |  |  |  |  |  |  |  |  |  |  |  |
|  | 5. Elizabeth Greg            |  |  |  |  |  |  |  |  |  |  |  |  |  |  |  |
|  |                              |  |  |  |  |  |  |  |  |  |  |  |  |  |  |  |
|  |                              |  |  |  |  |  |  |  |  |  |  |  |  |  |  |  |
|  | 22. Adam Lightbody           |  |  |  |  |  |  |  |  |  |  |  |  |  |  |  |
|  |                              |  |  |  |  |  |  |  |  |  |  |  |  |  |  |  |
|  |                              |  |  |  |  |  |  |  |  |  |  |  |  |  |  |  |
|  | 11. Hannah Lightbody         |  |  |  |  |  |  |  |  |  |  |  |  |  |  |  |
|  |                              |  |  |  |  |  |  |  |  |  |  |  |  |  |  |  |
|  |                              |  |  |  |  |  |  |  |  |  |  |  |  |  |  |  |
|  | 23. Elizabeth Tylston        |  |  |  |  |  |  |  |  |  |  |  |  |  |  |  |
|  |                              |  |  |  |  |  |  |  |  |  |  |  |  |  |  |  |
|  |                              |  |  |  |  |  |  |  |  |  |  |  |  |  |  |  |
|  | 1. Eleanor Rathbone          |  |  |  |  |  |  |  |  |  |  |  |  |  |  |  |
|  |                              |  |  |  |  |  |  |  |  |  |  |  |  |  |  |  |
|  |                              |  |  |  |  |  |  |  |  |  |  |  |  |  |  |  |
|  | 6. Acheson Lyle              |  |  |  |  |  |  |  |  |  |  |  |  |  |  |  |
|  |                              |  |  |  |  |  |  |  |  |  |  |  |  |  |  |  |
|  |                              |  |  |  |  |  |  |  |  |  |  |  |  |  |  |  |
|  | 3. Esther Emily Acheson Lyle |  |  |  |  |  |  |  |  |  |  |  |  |  |  |  |
|  |                              |  |  |  |  |  |  |  |  |  |  |  |  |  |  |  |
|  |                              |  |  |  |  |  |  |  |  |  |  |  |  |  |  |  |
|  | 14. F.J. Warre               |  |  |  |  |  |  |  |  |  |  |  |  |  |  |  |
|  |                              |  |  |  |  |  |  |  |  |  |  |  |  |  |  |  |
|  |                              |  |  |  |  |  |  |  |  |  |  |  |  |  |  |  |
|  | 7. Ellen Warre               |  |  |  |  |  |  |  |  |  |  |  |  |  |  |  |
|  |                              |  |  |  |  |  |  |  |  |  |  |  |  |  |  |  |
|  |                              |  |  |  |  |  |  |  |  |  |  |  |  |  |  |  |
|  | 15. Eleanor                  |  |  |  |  |  |  |  |  |  |  |  |  |  |  |  |
|  |                              |  |  |  |  |  |  |  |  |  |  |  |  |  |  |  |
|  |                              |  |  |  |  |  |  |  |  |  |  |  |  |  |  |  |